# Larroque (Tarn)
Larroque é uma comuna francesa na região administrativa de Occitânia, no departamento de Tarn. Estende-se por uma área de 17,97 km². Em 2010 a comuna tinha 158 habitantes (densidade: 8,8 hab./km²).